# Décines-Charpieu
Décines-Charpieu är en kommun i departementet Rhône i regionen Auvergne-Rhône-Alpes i östra Frankrike. Kommunen ligger i kantonen Décines-Charpieu som tillhör arrondissementet Lyon. År 2022 hade Décines-Charpieu 29 905 invånare.

## Befolkningsutveckling
Antalet invånare i kommunen Décines-Charpieu
| Referens: INSEE |